# Klaus-Jürgen Sembach

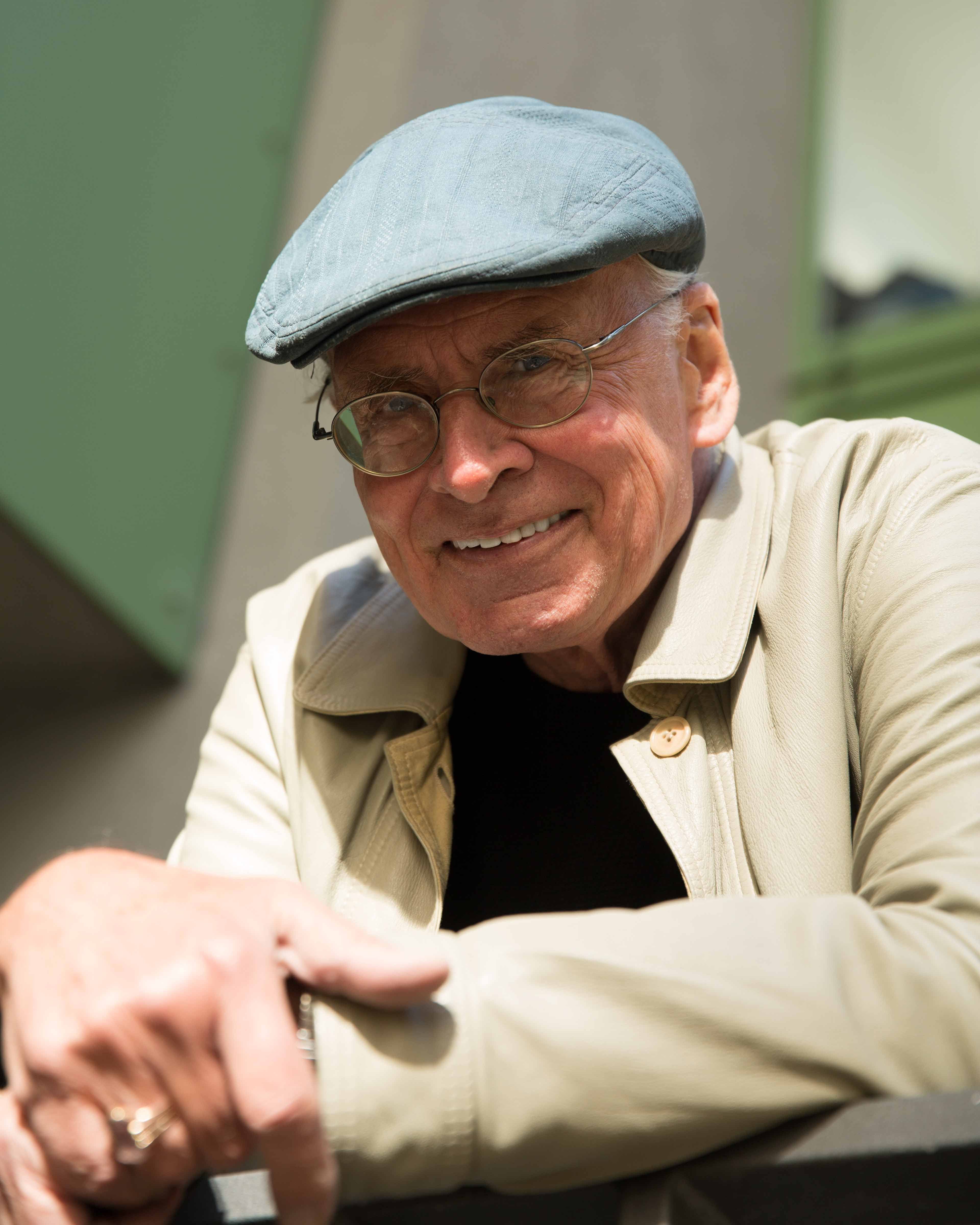
Klaus-Jürgen Sembach 2014

Klaus-Jürgen Sembach (* 15. April 1933 in Magdeburg; † 29. März 2020 in Berlin) war ein deutscher Ausstellungsarchitekt. Er war von 1980 bis 1994 Leiter des Centrums Industriekultur in Nürnberg.

## Leben und Wirken
Klaus-Jürgen Sembach wurde 1933 als Sohn eines Versicherungsangestellten und einer Hausfrau in Magdeburg geboren. Da der Vater als ehemaliges NSDAP-Mitglied keine Chancen sah, nach dem Krieg von den staatlichen Versicherungsanstalten der Sowjetischen Besatzungszone übernommen zu werden, flüchtete die Familie über die noch unbefestigte innerdeutsche Grenze nach Stuttgart.

### Studium und Festanstellungen in München und Nürnberg
Während seines Architekturstudiums an der Technischen Hochschule Stuttgart beschäftigte sich Sembach mit dem Werk des Architekten Henry van de Velde, den er noch persönlich kennenlernen konnte. Das führte dazu, dass Sembach nach dem Tod van de Veldes dazu berufen wurde, in Brüssel dessen zeichnerischen Nachlass zu erfassen. Im Rahmen einer Veranstaltung der in Hagen neu gegründeten Henry-van-de-Velde-Gesellschaft wurde Sembach 1959 die Stelle eines Museumskurators für die Münchner Neue Sammlung angeboten, die er nach seinem Studienabschluss 1960 auch antrat. Die Neue Sammlung zeigte Wechselausstellungen, an deren Präsentation der damalige Leiter Wend Fischer und Klaus-Jürgen Sembach – da es um die gute Form ging – höchste Ansprüche stellten. Zu diesem Zweck führte Sembach 1966/1967 eine grundlegende Neugestaltung der sechs Ausstellungsräume an der Prinzregentenstraße durch. Sie basierte auf einem Rastersystem, in das Vitrinen, Podeste und hängende, gleichsam schwebende, Wände eingepasst werden konnten. Auch später waren bei historischen Themen eine Vielzahl unterschiedlicher Elemente für die architektonische Konzeption Sembachs charakteristisch.
Früher als andere entdeckte Sembach die Fotografie als einen Sammlungsschwerpunkt, was schon in den 1970er Jahren zum weitsichtigen Ankauf von Werken von William Eggleston, Stephen Shore und anderen führte.
1980 kam es in der Frage der Nachfolge in der Direktion der Neuen Sammlung zu einer öffentlichen Auseinandersetzung in Presse und Fernsehen. Obwohl die Direktorenkonferenz der Staatlichen Museen Bayerns und das Kuratorium der Neuen Sammlung einhellig für Sembach als neuen Direktor stimmten, beriefen Kultusminister Hans Maier und Ministerialrat Wolfgang Eberl den Kunsthistoriker Hans Wichmann. Die Gunst der Stunde nutzte der Nürnberger Kulturreferent Hermann Glaser. Er übertrug Sembach die Entwicklung des von ihm initiierten Museums für Industriekultur. Bis das Centrum Industriekultur 1990 endlich seine eigenen Räume hatte, entstanden an verschiedenen Orten in Nürnberg Ausstellungen, wie 1982 Industriekultur, Expeditionen ins Alltägliche in einem alten Straßenbahndepot oder Zug der Zeit – Zeit der Züge zum 150-jährigen Jubiläum der ersten Eisenbahnlinie zwischen Nürnberg und Fürth 1985 in einem stillgelegten Eisenwerk.

### Freiberufliche Selbständigkeit
Der 1993 geplante Übergang in den Ruhestand wurde für Sembach zu einer bis zuletzt andauernden freiberuflichen Selbständigkeit für Museen deutschlandweit. Gleich der erste Auftrag durch die Klassik Stiftung Weimar hatte weitreichende Folgen. Sembachs „Haus im Haus“, ein zweigeschossiger Einbau in der Kunsthalle am Weimarer Theaterplatz für die Ausstellung Das frühe Bauhaus und Johannes Itten, gefiel so gut, dass es über 14 Jahre bestehen blieb. Man sprach ganz selbstverständlich vom Weimarer Bauhaus-Museum, Jahre bevor es folgerichtig offiziell gegründet wurde.
Inhaltlich ging es fortan in Sembachs Ausstellungen nicht mehr um die jüngere Vergangenheit, sondern meist um historische Themen. Jedes von Sembachs Konzepten lässt sich dabei auf eine für das Thema oder die behandelte Zeit charakteristische Grundidee zusammenfassen. Mit einem barock anmutenden halbrunden Eingangsbereich in die Ausstellung Johann Conrad Schlaun 1695–1773, Architektur des Spätbarock erwies Sembach 1995 im Westfälischen Landesmuseum dem Architekten seine Wertschätzung. „Doch die stilistische Annäherung an eine Epoche kann immer nur ungefähr sein. Das eigene moderne Empfinden verhindert es, völlig darin aufzugehen.“ In Zerbrochen sind die Fesseln des Schlendrians 2002 ist das Buch Leitmotiv als Zeichen für die Bedeutung einer neuen Lesekultur, die in der Zeit der Aufklärung für einen grundlegenden Wandel Westfalens vom Argrarland zum Industriestaat sorgte.
Den mittlerweile sehr guten Ruf des „Altmeisters der Gestaltung“ machte sich die Kulturstiftung der Länder zunutze, um mit seiner Hilfe größere Prozesse ins Rollen zu bringen. Er wurde beauftragt, zwecks Neueröffnung der Sammlung der Stiftung Staatliche Galerie Moritzburg in Halle 2003, den Kuppelsaal der heruntergekommenen Moritzburg umzugestalten. Die damit verbundenen Hoffnungen zielten darauf ab, jedem Besucher und Politiker das Potential der Moritzburg als Museum bewusst zu machen. Mit der anschließenden glücklichen Finanzierung konnte sie 2008 als das größte Kunstmuseum Sachsen-Anhalts wiedereröffnet werden.
Als es darum ging, 2010 erstmals in der Bundesrepublik Deutschland Hitler und die Deutschen zum Thema einer Ausstellung zu machen, fiel die Wahl der Kuratoren um Hans-Ulrich Thamer und das Deutsche Historische Museum auf den mittlerweile 77-jährigen Klaus-Jürgen Sembach. Es galt, „die Macht der Bilder, die uns die NS-Regisseure hinterlassen haben und die bis heute überall weiterwirken, durch Gegenbilder zu relativieren beziehungsweise zu brechen.“ Über geschickt konstruierte Durchblicke und Sichtachsen gelang es Sembach, ausgestellte Objekte immer in Beziehung zum Kontext hinter der Inszenierung von Macht und Volksgemeinschaft zu setzen. Neben der Darstellung eines massiven Aufmarschs der Uniformen in einer großen Vitrine bedeuteten eingelassene Sichtschlitze in eine dunkle Lagerwelt, dass die Existenz von Konzentrationslagern seinerzeit wahrgenommen werden konnte.
Klaus-Jürgen Sembach lebte und arbeitete zuletzt in München und Berlin.

## Ausstellungsgestaltungen
- 1965: Filmplakate, Die Neue Sammlung, München
- 1967: Industriebauten 1830 - 1930. Eine fotografische Dokumentation von Bernd und Hilla Becher, Die Neue Sammlung, München
- 1967: Antoni Cumella. Keramische Gefäße, Die Neue Sammlung, München
- 1967: Wilfried Minks, Die Neue Sammlung, München
- 1969: Spielobjekte. Variabilität als Element des Kreativen. Eine Ausstellung von allerlei Kunst und Spielzeug, das aus Elementen besteht, die in zahllos vielen Kombinationen zusammengesetzt werden können, Die Neue Sammlung, München
- 1969: Um 1930. Bauten, Möbel, Geräte, Plakate, Fotos, Die Neue Sammlung, München
- 1969: Rom, Tokio, Mexiko, München. Architektur und Erscheinungsbild Opympischer Spiele, Die Neue Sammlung, München
- 1970: Jakob Tuggener. Feine Feste / Plakate der Pariser Mairevolte 1968, Die Neue Sammlung, München
- 1971: Die verborgene Vernunft. Funktionelle Gestaltung im 19. Jahrhundert, Die Neue Sammlung, München
- 1971: Ludwig Mies van der Rohe. Architektur zwischen Ideal und Wirklichkeit, Die Neue Sammlung, München (vom Goethe-Institut als Wanderausstellung übernommen, u. a. Paris)
- 1972: Französische Keramik vom Ende des 19. Jahrhunderts aus der Sammlung Hans-Jörgen Heuser, Die Neue Sammlung, München
- 1972: Kunsthandwerk und Industrial Design im 19. und 20. Jahrhundert, Die Neue Sammlung, München
- 1973: Weltausstellungen im 19. Jahrhundert, Die Neue Sammlung, München
- 1974: Die Shaker. Leben und Produktion einer Commune in der Pionierzeit Amerikas, Die Neue Sammlung 1974
- 1974: Wilhelm Wagenfeld. 50 Jahre Mitarbeit in Fabriken, Die Neue Sammlung, München
- 1974: Für ein Museum von morgen. Erwerbungen der letzten Jahre, Die Neue Sammlung, München
- 1975: Almir Mavignier. Licht, Schatten, Farbe, Die Neue Sammlung, München
- 1976: Kalenderbauten. Frühe astronomische Großgeräte aus Indien, Mexico und Peru, Die Neue Sammlung, München
- 1976: Objekte der zwanziger Jahre. Ausstellung zum fünfzigjährigen Bestehen des Museums, Die Neue Sammlung, München
- 1976: Herbert List. Photographien 1930 - 1970, Die Neue Sammlung, München
- 1976: Jan Tschichold. Typograph und Schriftgestalter, Die Neue Sammlung, München
- 1977: August Endell. Der Architekt des Photoateliers Elvira 1871 - 1925, Museum Villa Stuck, München (in Zusammenarbeit mit Gottfried von Haeseler)
- 1977: Das Äußere und das Innere der Wirklichkeit. Die Photographie in der Neuen Sammlung, Die Neue Sammlung, München
- 1977: München. Photographische Ansichten 1885 - 1915, Die Neue Sammlung, München
- 1978: Amerikanische Landschaftsphotographie 1860–1978, Die Neue Sammlung, München
- 1978: Hubertus von Skal. 6 Räume, Die Neue Sammlung, München
- 1979: Räder, Schienen, große Hallen. Eine Ausstellung zur Ästhetik der Eisenbahn, Die Neue Sammlung, München
- 1979: Raoul Hausmann. Kameraphotographien 1927 - 1957 / Verena von Gagern. Kameraphotographien 1975 - 1979, Die Neue Sammlung, München
- 1980: 1950 – Orientierung nach dem Kriege, Die Neue Sammlung, München
- 1981: Die nützlichen Künste. Gestaltende Technik und Bildende Kunst seit der Industriellen Revolution, Messegelände, Berlin
- 1982: Industriekultur. Expedition ins Alltägliche, Straßenbahndepot, Nürnberg
- 1984: Arbeitererinnerungen, Noris-Halle, Nürnberg
- 1985: Zug der Zeit – Zeit der Züge. Deutsche Eisenbahn 1835–1985, ehem. Tafelwerk, Nürnberg
- 1986: Images of a German City. Nuremberg 1835–1985, Goethe-Haus, New York (Wanderausstellung)
- 1987: „Der Kongreß denkt“. Wissenschaften in Berlin, Kongresshalle, Berlin (in Zusammenarbeit mit Helge Sypereck)
- 1989: So viel Anfang war nie. Deutsche Städte 1945–1949, Museum Industriekultur, Nürnberg und Hamburger Bahnhof, Berlin
- 1991: Unter Null. Kunsteis, Kälte und Kultur, Museum Industriekultur, Nürnberg
- 1992: Eisenkleider. Plattnerarbeiten aus drei Jahrhunderten aus der Sammlung des DHM, Deutsches Historisches Museum, Berlin
- 1992: Henry van de Velde. Ein europäischer Künstler in seiner Zeit, Wanderausstellung: Karl Ernst Osthaus Museum (Hagen), Kunsthalle am Theaterplatz (Weimar), Bauhaus-Archiv (Berlin), Museum voor Sierkunst (Gent), Zürich, Germanisches Nationalmuseum (Nürnberg)
- 1992: 1910 – Halbzeit der Moderne. Van de Velde, Hoffmann, Behrens und die anderen, Westfälisches Landesmuseum für Kunst und Kulturgeschichte, Münster
- 1994: 300 Jahre Berliner Zeughaus, Deutsches Historisches Museum, Berlin
- 1994: Als die Post noch Zeitung machte. Eine Pressegeschichte, Deutsches Postmuseum, Frankfurt/M.
- 1994: Das frühe Bauhaus und Johannes Itten, Kunsthalle am Theaterplatz, Weimar und Bauhaus-Archiv, Berlin
- 1995: Bauhaus Weimar 1919 - 1925 (Dauerausstellung bis 2009), Bauhaus-Museum (ehem. Kunsthalle am Theaterplatz), Weimar
- 1995: Das Bauhaus Weimar - Dessau - Berlin 1919 - 1933, Neuaufstellung der Sammlung im Bauhaus-Archiv, Berlin
- 1995: Johann Conrad Schlaun 1695 - 1773, Architektur des Spätbarock in Europa, Westfälisches Landesmuseum für Kunst und Kulturgeschichte, Münster
- 1995: Das A und O des Bauhauses. Bauhauswerbung, Schriftbilder, Drucksachen, Ausstellungsdesign, Bauhaus-Archiv, Berlin
- 1995: twen. Revision einer Legende, Münchner Stadtmuseum, München
- 1996: Endlich Urlaub. Die Deutschen reisen, Haus der Geschichte der Bundesrepublik Deutschland, Bonn
- 1997: Zwischen Glaspalast und Maximilianeum. Architektur in Bayern zu Zeit König Maximilians II. 1848 - 1864, Ausstellung des Architekturmuseums TUM im Münchner Stadtmuseum, München
- 1997: Aufbau West – Aufbau Ost. Die Planstädte Wolfsburg und Eisenhüttenstadt in der Nachkriegszeit, Deutsches Historisches Museum, Berlin
- 1997: Einrichtung einer kulturhistorischen Dauerausstellung zum Thema Tanz (bis 2007), Tanzmuseum des Deutschen Tanzarchivs, Köln
- 1998: Sternstunden. Kunstwerke aus zwei Jahrtausenden (Objekte, deren Ankauf mit Mitteln der Kulturstiftung der Länder gefördert wurde), Staatsgalerie Stuttgart, Stuttgart
- 1998: Tsingtau. Ein Kapitel deutscher Kolonialgeschichte in China 1897 bis 1914, Deutsches Historisches Museum, Berlin
- 1999: Wege nach Weimar. Auf der Suche nach Einheit von Kunst und Politik, Ausstellungshalle im Thüringer Landesverwaltungsamt, Weimar
- 1999: Einigkeit und Recht und Freiheit. Wege der Deutschen 1949–1999, Martin-Gropius-Bau, Berlin (7 Gestalter wurden für 40 Räume engagiert, Sembach gestaltete 12 davon)
- 1999: Sophie Charlotte und ihr Schloß. Ein Musenhof des Barock in Brandenburg-Preußen, Schloss Charlottenburg, Berlin (in Zusammenarbeit mit Helge Sypereck)
- 2000: Herbert List, Münchner Stadtmuseum, Abteilung Fotografie, München
- 2000: Die nützliche Moderne. Graphik und Produkt-Design in Deutschland 1935 - 1955, Westfälisches Landesmuseum für Kunst und Kulturgeschichte, Münster
- 2000: Isadora und Elizabeth Duncan. Das Land der Griechen mit dem Körper suchend, Deutsches Tanzarchiv, Köln
- 2001: Samuel Bourne. Sieben Jahre Indien. Photographien und Reiseberichte 1863 - 1870, Münchner Stadtmuseum, Abteilung Fotografie, München
- 2001: schön und gut. 150 Jahre Bayerischer Kunstgewerbe-Verein, Münchner Stadtmuseum, München
- 2001: Tanz, der in die Zeit passt... Der Tänzer, Choreograph und Pädagoge Kurt Jooss, Deutsches Tanzarchiv, Köln
- 2001: Einrichtung der Villa Esche in Chemnitz von Henry van de Velde
- 2002: Henry van de Velde & Co. Objekte des Jugendstils aus der Sammlung SAM, Westfälisches Landesmuseum für Kunst und Kulturgeschichte, Münster
- 2002: Brückenschlag. Polnische Geschichte in Karten und Dokumenten (Sammlung Tomasz Niewodniczański), Staatsbibliothek zu Berlin, Berlin
- 2002: Zerbrochen sind die Fesseln des Schlendrians. Westfalens Aufbruch in die Moderne, Westfälisches Landesmuseum für Kunst und Kulturgeschichte, Münster
- 2002: Die Sacharoffs. Zwei Tänzer aus dem Umkreis des Blauen Reiters, Deutsches Tanzarchiv Köln und Museum Villa Stuck, München; Gestaltung in Köln, fotografiert von Cordia Schlegelmilch
- 2003: Neueröffnung der Sammlung (bis 2008), Stiftung Staatliche Galerie Moritzburg, Kunstmuseum des Landes Sachsen-Anhalt, Halle a.d. Saale
- 2003: Gottfried Semper 1803–1879. Architektur und Wissenschaft, Architekturmuseum TUM in der Pinakothek der Moderne in Zusammenarbeit mit der ETH Zürich und dem Museum für Gestaltung Zürich
- 2003: Palast des Wissens. Die Kunst- und Wunderkammer Zar Peters des Großen, Schloss Friedenstein, Gotha
- 2004: Die Gothaer Residenz zur Zeit Herzog Ernsts II. von Sachsen-Gotha-Altenburg (1772 - 1804), Schloss Friedenstein, Gotha
- 2004: „Ihre kaiserlich Hoheit“ Maria Pawlowna. Zarentochter am Weimarer Hof, Schlossmuseum Weimar
- 2004: Scharf. Fotografische Impressionen künstlerischer Bewegung, Deutsches Tanzarchiv, Köln
- 2004: Moï Wer. Ci-contre, Paris 1931. Aus der Sammlung Ann und Jürgen Wilde, Referat Fotografie und Neue Medien, Sammlung Moderne Kunst, Pinakothek der Moderne, München
- 2005: Tiroler Baukunst. Ausgewählte Beispiele der Sammlung, Eröffnungsausstellung des neu gegründeten „Archivs für Baukunst. Architektur und Ingenieurbau“ der Universität Innsbruck
- 2005: Magie von Farbe und Bewegung. Dem Photographen Walter Boje zum 100. Geburtstag, Deutsches Tanzarchiv, Köln
- 2005: Architektur der Wunderkinder. Aufbruch und Verdrängung in Bayern 1945–1960, Architekturmuseum TUM in der Pinakothek der Moderne, München
- 2005: Bernhard Wicki. Fotografien, Referat Fotografie und Neue Medien, Sammlung Moderne Kunst, Pinakothek der Moderne, München
- 2005: Gegenaktion. Karl Amadeus Hartmann. Ein Komponistenleben in München 1905 - 1963, Münchner Stadtmuseum
- 2005: Wielandgut Oßmannstedt, Klassik Stiftung Weimar Einrichtung des Raummuseums seit 2005, Oßmannstedt
- 2005: Yesterday - gerettete Tanzgeschichte(n), Deutsches Tanzarchiv, Köln
- 2005: [Grenze] Brenner - Pass. Rekultivierung einer Passlandschaft, Archiv für Baukunst der LFU Innsbruck in Zusammenarbeit mit dem Kuratorium für technische Kulturgüter in Südtirol
- 2006: Nobuyoshi Arakim, Tokyo/Sexteen, Referat Fotografie und Neue Medien, Sammlung Moderne Kunst, Pinakothek der Moderne, München
- 2006: Melchior Lechter. Gegen-Welten. Kunst um 1900 zwischen Münster, Indien und Berlin, Westfälisches Landesmuseum für Kunst und Kulturgeschichte, Münster
- 2006: Ferne Welten - Freie Stadt. Dortmund im Mittelalter, Museum für Kunst und Kulturgeschichte, Dortmund
- 2007: Ereignis Weimar. Anna Amalia, Carl August und das Entstehen der Klassik 1757 - 1807, Schlossmuseum, Weimar
- 2007: William Eggleston. Portfolios, Referat Fotografie und Neue Medien, Sammlung Moderne Kunst, Pinakothek der Moderne, München
- 2007: Garten der Lüste. Liebe und Eros in der Kunst vom Altertum bis zur Gegenwart, Schloss Friedenstein, Gotha
- 2007: Humanism in China. Ein fotografisches Portrait, Referat Fotografie und Neue Medien, Sammlung Moderne Kunst, Pinakothek der Moderne, München
- 2008: Freiheit der Linie. Von Obrist und dem Jugendstil zu Marc, Klee und Kirchner, Westfälisches Landesmuseum für Kunst und Kulturgeschichte, Münster
- 2008: Neugestaltung eines Sammlungsraums „Altdeutsche Malerei“, Alte Pinakothek, München
- 2008: Innsbruck sehen. Stadtbilder einst und jetzt, Archiv für Baukunst der LFU, Innsbruck
- 2008: Typisch München, Die Neueinrichtung des Münchner Stadtmuseums (Dauerausstellung), München
- 2008: Female Trouble. Die Kamera als Spiegel und Bühne weiblicher Inszenierungen, Referat Fotografie und Neue Medien, Sammlung Moderne Kunst, Pinakothek der Moderne, München
- 2008: Fatal Attraction. Tanz, Eleganz und Weiblichkeit, Deutsches Tanzarchiv, Köln
- 2008: Spektakel der Macht. Rituale im Alten Europa 800 - 1800, Kulturhistorisches Museum Magdeburg, Magdeburg
- 2008: Orte der Sehnsucht. Mit Künstlern auf Reisen, Westfälisches Landesmuseum für Kunst und Kulturgeschichte, Münster
- 2008: Farbkonzept der Sammlungsräume (der Dauerausstellung), Sammlung Schack, München
- 2009: „Max Ernst läßt grüßen“. Peter Schamoni begegnet Max Ernst, Landesmuseum für Kunst und Kulturgeschichte, Münster
- 2009: In Räumen denken. Bühne - Tanz - Traum, Tanzmuseum des Deutschen Tanzarchivs, Köln
- 2009: Fremde im Visier. Fotoalben aus dem Zweiten Weltkrieg, Münchner Stadtmuseum, Abteilung Fotografie, München
- 2010: Tänzer. Sein. Körperlichkeit im Tanz, Tanzmuseum des Deutschen Tanzarchivs, Köln (Zusammenarbeit mit Thomas Thorausch)
- 2010: Hitler und die Deutschen. Volksgemeinschaft und Verbrechen, Deutsches Historisches Museum, Berlin
- 2010: Die Jugend der Moderne. Art Nouveau und Jugendstil. Meisterwerke aus Privatbesitz, Museum Villa Stuck, München, 2010
- 2011: Im Angesicht der Moderne. Die Magie des Tanzes 1900 - 1932, Deutsches Tanzarchiv, Köln
- 2012: True Stories. Amerikanisches Fotografie aus der Sammlung Moderne Kunst, Referat Fotografie und Neue Medien, Sammlung Moderne Kunst, Pinakothek der Moderne
- 2012: Lichtspiele. Wie Film und Fotografie Tanz sehen, Tanzmuseum des Deutschen Tanzarchivs, Köln
- 2015: Karl Blossfeldt. Aus der Werkstatt der Natur, Pinakothek der Moderne, München
- 2016: Albert Renger-Patzsch. Ruhrgebietslandschaften, Pinakothek der Moderne, München
- 2017: Berliner Sezession und Russisches Ballett – Ernst Oppler, Tanzmuseum des Deutschen Tanzarchivs Köln
- 2019: Aenne Biermann. Vertrautheit mit den Dingen, Pinakothek der Moderne, München

## Schriften (Auswahl)

### Als Autor
- Möbel. In: Jugendstil. Der Weg ins zwanzigste Jahrhundert. Keysersche Verlagsbuchhandlung, Heidelberg / München 1959. S. 65–96
- Stil 1930. Verlag Ernst Wasmuth, Tübingen 1971.
- Florence Henry. 12 Fotografien. Galerie Wilde, Köln 1974.
- Henry van de Velde. Verlag Gerd Hatje, Stuttgart 1989.
- Jugendstil. Die Utopie der Versöhnung. Benedikt Taschen Verlag, Köln 1990.

### Als Herausgeber
- München. Photographische Ansichten 1885–1915. Schirmer / Mosel Verlag, München 1977. (in Zusammenarbeit mit Wilfried Ranke und Gabriele Fahr-Becker)
- Neue Möbel. Ein internationaler Querschnitt von 1950 bis heute. Verlag Gerd Hatje, Stuttgart 1982.
- Wissenschaften in Berlin. (drei Begleitbände zur Ausstellung Der Kongress denkt) Gebrüder Mann Verlag, Berlin 1987. (in Zusammenarbeit mit Tilmann Buddensieg und Kurt Düwell)
- Industriedenkmäler des 19. Jahrhunderts im Königlichen Bayern. Schirmer / Mosel Verlag, München 1990. (in Zusammenarbeit mit Volker Hütsch)
- 1910, Halbzeit der Moderne. Van de Velde, Behrens, Hoffmann und die anderen. Verlag Gerd Hatje, Stuttgart 1992. (in Zusammenarbeit mit Ulrich Schulze, Hans-Ulrich Thamer, Klaus Schölzel)
- Möbeldesign des 20. Jahrhunderts. Benedikt Taschen Verlag, Köln 1993. (in Zusammenarbeit mit Gabriele Leuthäuser und Peter Gössel)
- Die Fünfziger Jahre. Heimat Glaube Glanz. Der Stil eines Jahrzehnts. Verlag D. W. Callwey, München 1998. (in Zusammenarbeit mit Michael Koetzle und Klaus Schölzel)
- Schön und Gut. 150 Jahre Bayerischer Kunstgewerbe-Verein. Bayerischer Kunstgewerbe-Verein, München 2001 (in Zusammenarbeit mit Christoph Hölz)